# Référendum ålandais sur l'adhésion à l'Union européenne
Le référendum ålandais de 1994 est un référendum organisé à Åland, province autonome de la Finlande, et ayant eu lieu le 20 novembre 1994. Celui-ci porte sur l'adhésion d'Åland à l'Union européenne (juridiquement indépendant de la Finlande).
Le taux de participation est de 49,1 % avec 8 767 votants pour un corps électoral de 18 090 personnes. 73,64 % des votants ont répondu favorablement à la question posée, soit 6 456 personnes. 26,36 % des votants n'ont pas souhaité cette adhésion, soit 2 311 personnes.
À la suite de ce résultat et conformément au traité de Corfou signé par la Finlande plus tôt en 1994, Åland intègre l'Union européenne le 1er janvier 1995, lors du quatrième élargissement de l'Union européenne, en même temps que le reste de la Finlande. Åland signe un protocole spécifique confirmant les dispositions spécifiques relatives à son statut vis-à-vis de la Finlande et de l'Union européenne.